# Lesedi
La municipalité locale de Lesedi est une municipalité locale d'Afrique du Sud située dans le district municipal de Sedibeng dans la province du Gauteng. Son siège se trouve à Heidelberg.

## Composition
Midvaal regroupe les villes, villages et townships de :
- Heidelberg,
- Devon,
- Impumelelo,
- Ratanda

## Maires de Lesedi
- Busisiwe Joyce Modisakeng (1966-2021), maire de Heildelberg (1995-2000) puis de Lesedi (2000-2011)
- Lerato Maloka, maire de 2011 à 2021
- Mluleki Nelson Ronald Nkosi, maire (ANC) depuis mars 2021.